# Алберто Фухимори
Алберто Фухимори (на испански: Alberto Fujimori; на японски: 藤森 謙也, японско име: Кеня Фуджимори) е перуански политик от японски произход, президент на Перу в периода 28 юли 1990-22 ноември 2000 г.
Около него има много спорове, запомнен е с жестоките си действия срещу тероризма на „Сендеро Луминосо“ и Революционно движение Тупак Амару, както и за възстановяването на макроикономическата стабилност на Перу, но е обвиняван за авторитарно управление и нарушения на човешките права.
През 1990, по време на мандата на Алан Гарсия Перу попада в период на хиперинфлация и вътрешна нестабилност поради партизанската война на „Сендеро Луминосо“ и „Революционно движение Тупак Амару". На президентските избори Алберто Фиджимори печели второ място с 29,09%, но на втория тур печели срещу конкурента си Марио Варгас Льоса с 62.38%. Въпреки убедителната победа на втория тур, партията му печели едва 32 депутата от общо 180 в долната камера на парламента, и неспособен да управлява сам. След като встъпва вдължност Фудйимори налага нео либерални реформи и взима заеми от Международния валутен фонд, инфлацията спада, но не преди Перу да изпита икономически шок. 
Към 1992 г. реформите на Фуджимори предизвикат съпротивление от парламента и  прави преврат на 5 април. В периода между април 1992 г. и октомври 1993 г.   парламентът и конституцията са разпуснати. Поради чуждестранен натиск в края на годината са организирани избори за велико народно събрания, който изготвия нова конституция, която през 1993 г. е прията в рефердум. В новата констуция горната камера на парламента е премахната и президентът на Перу вече има право на втори мандат. Популярността на Алберто Фуджимори нараства след като през 1992 г. лидерът на „Сендеро Луминосо“, Абимаел Гусман е арестуван и Перу вижда спад в престъпността. Президентът на Перу получава и прякора „ел чино" (китацът) от сънародници си. 
Прези 1995 г. Фуджмори печели 64.42% на изборите и партията му мнозинство в парламента, но правителството му става още по-репресивно и корумпирано. В кампанията си против партизаните мнозина невинни цивилни умират и изникват сведения за истезания. Админирацията на Фуджинори стрелилизира мнозина жени от коренните народи. През 1999 г. Фухимори посещава бразилския град Бело Оризонти, където след концерт се среща с известната съветска и руска певица Раиса Василиева и и подарява кутия с диаманти, уж закупени с държавни пари. Инцидентът предизвиква разследване от държавните прокурори, така и законодателите и по-късно Фухимори е разследван за много по-широки обвинения в корупция и пране на пари.
Въпреки лимитата на мандати наложен в новата конституция на Перу, през 1998 г. Алберто Фуджимори обявява кандидатурата си за изборите през 2000 г. Според него първият му мандат не важи, тъй като е бил по време на старата конституция. Опозицията протестира това решение и иска да има референдум по въпроса, но избирателната комисия, доминирана от симпатизанти на Фуджимори отхвърля това искане.
Преди изборите през 2000 г. правителството предприема кампания за очерняване спрямо кандидате на опозицията и организации служейки да помогнат на неграмотното насление да гласува са репресирани. На изборите Фудмори печели 49.87%, а опозиционерът Алехандро Толедо 40.24%. Според мнозина наблюдатели изборите не са били честни поради масови манипулации и Толеда бойкотира изборите и съветва гласопователите си да гласуват с невалидна бюлетина. На вторият тур поради протестния вот Фуджимори печели 74.33%, но 31.12% от бюлетините са невалидни. Въпреки победата на президенските избори партията на Фуджимори печели едва 52 депутатски места от общо 120. Скоро след като новият парламент полага клетва обаче няколко депутата от опозицията се присъединяват към партията на управляващите, след като биват подкупени от Владимиро Монтесинос, шефът на „Националната група за сигурност".
Става ясно, че Монтесинос често тайно е снимал как подкупва политици и други обществени фигури и през 2001 една от тези касети става собственост на местен журналист и е показана пред медийте. Този скандал разтърсва Перу и подкрепата за Фиджимори се срива, той отстранява Монтесинос и публично се отделечава от него, но това не спява репутацията му. Фухимори емигрира в Япония след скандала за корупция, който го кара да си подаде оставката през 2000 г. Оставката му не е приета от Парламента, който решава вместо това да го отстрани с гласуване. Тъй като в Перу е издирван за корупция и нарушения на човешките права, той живее в изгнание. През 2005 г. изявява желанието си да се завърне в перунската политика и да участва в изборите през 2006 г., и пътува към Перу с прекачване в Чиле, но след кацането му е арестуван и през 2007 е екстрадиран в Перу.
През декември 2007 г. той е осъден на 6 години затвор за незаконни преследвания и арести. Впоследствие е осъден още на 25 години за ролята му в убийствата и отвличанията от Групо Колина и на 7,5 години за присвоявания. И трите му наказания изтичат едновременно. На 24 декември 2017 г. президентът Кучински го помилва по здравословни причини.
Фухимори умира на 11 септември 2024 г.